# Premis Gaudí de 2017

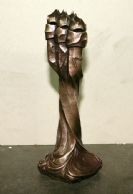
Trofeu dels premis

La novena edició dels Premis Gaudí se celebrà el diumenge 29 de gener de 2017. La gala fou presentada per Bruno Oro, sota la direcció de Lluís Danés.
La cerimònia va estar retransmesa en directe per TV3 i per diversos mitjans i plataformes digitals com ara les pàgines web d'alguns dels principals diaris catalans com La Vanguardia, el Diari Ara i el Periódico; a més del diari digital Vilaweb.
El Gaudí d'honor del 2017 va ser atorgat a l'actor Josep Maria Pou. L'acadèmia distingí l'actor pel seu mig segle de vida dedicat a l'ofici de la interpretació, tant al teatre com a la petita i gran pantalla.
Entre les personalitats presents a la Gala hi havia el president de la Generalitat Carles Puigdemont, l'alcaldessa de Barcelona Ada Colau i la presidenta del Parlament de Catalunya Carme Forcadell, a més de la presidenta de l'Acadèmia del cinema català Isona Passola, que en va ser l'encarregada de lliurar el Gaudí d'honor.

## Premis i nominacions
La llista de nominacions la van fer pública els actors Miranda Gas i Francesc Orella el 29 de desembre del 2016 en una lectura pública a l'auditori de La Pedrera.

### Gaudí d'Honor-Miquel Porter
- Josep Maria Pou

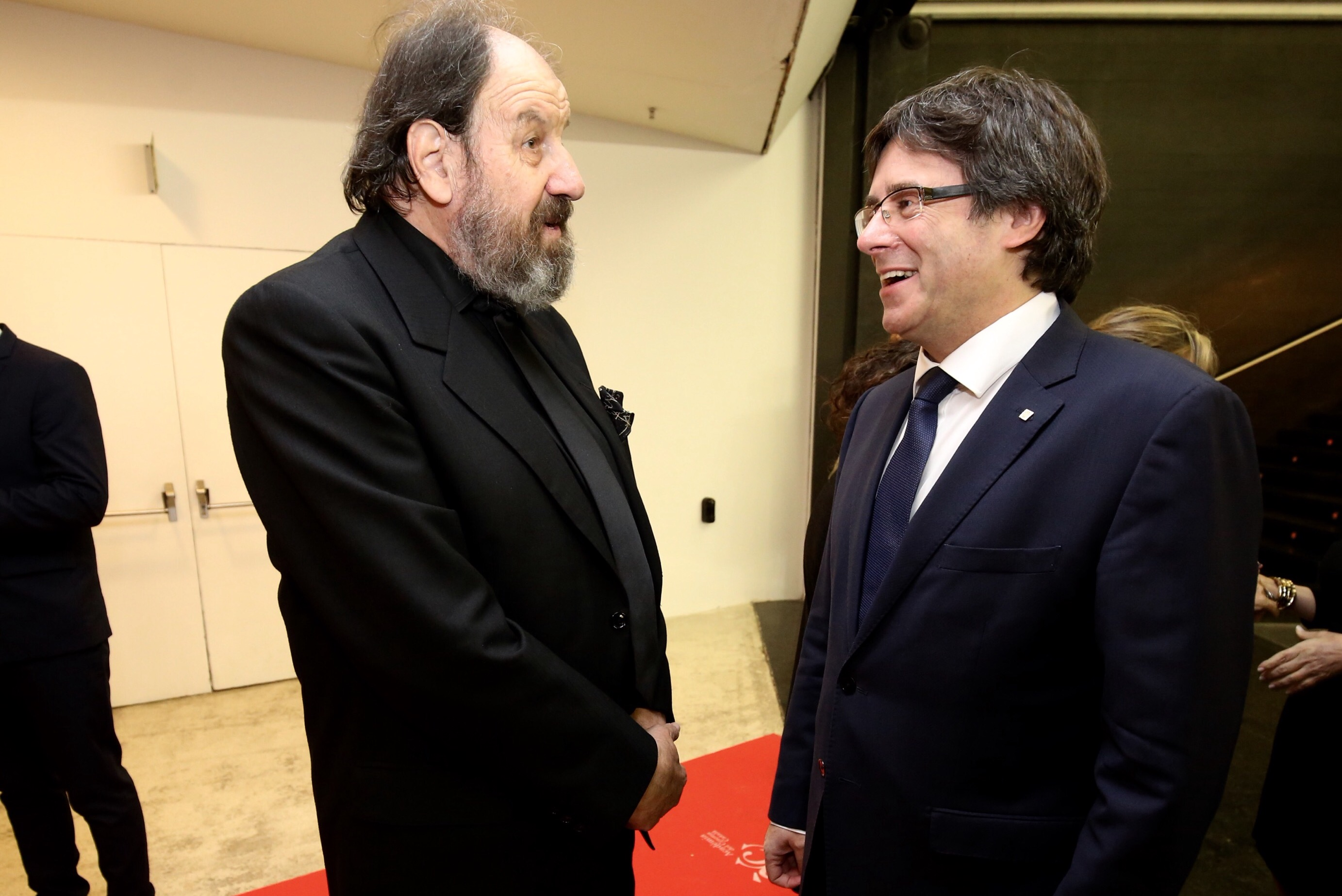
El president Puigdemont i Josep Maria Pou.

La decisió d'entregar el premi a l'actor i director teatral Josep Maria Pou va ser presa per la Junta directiva de l'Acadèmia del Cinema Català, formada per Isona Passola, Sergi López, Elisa Plaza, Maria Rosa Fusté, Pep Armengol, Josep Maria Civit, Aina Clotet, Cesc Gay, Edmon Roch i Clara Segura.

### Millor pel·lícula
| Pel·lícula             | Direcció                                             |
| ---------------------- | ---------------------------------------------------- |
| La propera pell        | Isaki Lacuesta i Isa Campo                           |
| El rei borni           | Marc Crehuet                                         |
| Les amigues de l'Àgata | Laia Alabart, Alba Cros, Laura Rius i Marta Verheyen |
| Tots els camins de Déu | Gemma Ferraté                                        |

### Millor pel·lícula en llengua no catalana
| Pel·lícula           | Direcció            |
| -------------------- | ------------------- |
| A monster calls      | Juan Antonio Bayona |
| 100 metros           | Marcel Barrena      |
| Callback             | Carles Torras       |
| La mort de Lluís XIV | Albert Serra        |

### Millor direcció
| Director                   | Pel·lícula           |
| -------------------------- | -------------------- |
| Juan Antonio Bayona        | A monster calls      |
| Albert Serra               | La mort de Lluís XIV |
| Isaki Lacuesta i Isa Campo | La propera pell      |
| Marc Crehuet               | El rei borni         |

### Millor guió
| Guionista                               | Pel·lícula      |
| --------------------------------------- | --------------- |
| Isa Campo, Isaki Lacuesta i Fran Araújo | La propera pell |
| Carles Torras Martín Bacigalupo         | Callback        |
| Marc Crehuet                            | El rei borni    |
| Marcel Barrena                          | 100 metros      |

### Millor protagonista femenina
| Actriu            | Pel·lícula       |
| ----------------- | ---------------- |
| Emma Suárez       | La propera pell  |
| Betsy Túrnez      | El rei borni     |
| Ruth Llopis       | El rei borni     |
| Sílvia Pérez Cruz | Cerca de tu casa |

### Millor protagonista masculí
| Actor            | Pel·lícula                 |
| ---------------- | -------------------------- |
| Eduard Fernández | El hombre de las mil caras |
| Alain Hernández  | El rei borni               |
| Àlex Monner      | La propera pell            |
| Miki Esparbé     | El rei borni               |

### Millor direcció de producció
| Direcció de producció            | Pel·lícula      |
| -------------------------------- | --------------- |
| Sandra Hermida                   | A monster calls |
| Toni Carrizosa                   | Toro            |
| Teresa Gefaell i Alberto Álvarez | 100 metros      |
| Xavi Resina                      | La propera pell |

### Millor pel·lícula documental
| Pel·lícula                 | Direcció                  |
| -------------------------- | ------------------------- |
| Alcaldessa                 | Pau Faus                  |
| Bigas x Bigas              | Bigas Luna                |
| Priorat                    | David Fernández de Castro |
| Sexe, maraques i xihuahues | Diego Mas Trelles         |

### Millor pel·lícula europea
| Pel·lícula  | Direcció            |
| ----------- | ------------------- |
| Elle        | Paul Verhoeven      |
| Mustang     | Deniz Gamze Ergüven |
| Saul fia    | László Nemes        |
| The lobster | Yorgos Lanthimos    |

### Millor curtmetratge
| Curtmetratge | Direcció               |
| ------------ | ---------------------- |
| Timecode     | Juanjo Giménez Peña    |
| En la azotea | Damià Serra Cauchetiez |
| Graffiti     | Lluís Quílez Sala      |
| Tiger        | Aina Clotet            |

### Millor pel·lícula per a televisió
| Pel·lícula                      | Direcció          |
| ------------------------------- | ----------------- |
| Ebre, del bressol a la batalla  | Roman Parrado     |
| Fassman: l'increïble home radar | Joaquim Oristrell |
| La Xirgu                        | Sílvia Quer       |
| Laia                            | Lluís Danés       |

### Millor pel·lícula d'animació
| Pel·lícula | Direcció                          |
| ---------- | --------------------------------- |
| Ozzy       | Alberto Rodríguez i Nacho La Casa |

### Millor direcció artística
| Direcció artística | Pel·lícula           |
| ------------------ | -------------------- |
| Eugenio Caballero  | A monster calls      |
| Roger Bellés       | La propera pell      |
| Sebastian Vogler   | La mort de Lluís XIV |
| Sylvia Steinbrecht | El rei borni         |

### Millor actriu secundària
| Actriu            | Pel·lícula       |
| ----------------- | ---------------- |
| Alexandra Jiménez | 100 metros       |
| Adriana Ozores    | Cerca de tu casa |
| Clara Segura      | 100 metros       |
| Greta Fernández   | La propera pell  |

### Millor actor secundari
| Actor            | Pel·lícula      |
| ---------------- | --------------- |
| Karra Elejalde   | 100 metros      |
| Bruno Bergonzini | 100 metros      |
| David Verdaguer  | 100 metros      |
| Sergi López      | La propera pell |

### Millor muntatge
| Muntador                                 | Pel·lícula           |
| ---------------------------------------- | -------------------- |
| Jaume Martí i Farrés i Bernat Vilaplana  | A monster calls      |
| Albert Serra, Artur Tort i Ariadna Ribas | La mort de Lluís XIV |
| Domi Parra                               | La propera pell      |
| Jaume Martí i Farrés                     | Contratemps          |

### Millor música original
| Compositor         | Pel·lícula       |
| ------------------ | ---------------- |
| Sílvia Pérez Cruz  | Cerca de tu casa |
| Arnau Bataller     | L'escollit       |
| Fernando Velázquez | A monster calls  |
| Gerard Gil         | La propera pell  |

### Millor fotografia
| Director de fotografia | Pel·lícula           |
| ---------------------- | -------------------- |
| Óscar Faura            | A monster calls      |
| Arnau Valls Colomer    | Tarde para la ira    |
| Diego Dussuel          | La propera pell      |
| Jonathan Ricquebourg   | La mort de Lluís XIV |

### Millor vestuari
| Candidats      | Pel·lícula           |
| -------------- | -------------------- |
| Nina Avramovic | La mort de Lluís XIV |
| Ariadna Papió  | Gernika              |
| Mercè Paloma   | L'escollit           |
| Steven Noble   | A monster calls      |

### Millor so
| Candidats                                             | Pel·lícula       |
| ----------------------------------------------------- | ---------------- |
| Oriol Tarragó, Peter Glossop i Marc Orts              | A monster calls  |
| Albert Manera i Xavier Mas                            | Cerca de tu casa |
| Alejandro Castillo, Amanda Villavieja i Denis Séchaud | La propera pell  |
| Marc Orts, Carlos Alberto Lopes i Branko Neskov       | 100 metros       |

### Millors efectes visuals
| Candidats                                          | Pel·lícula      |
| -------------------------------------------------- | --------------- |
| Félix Bergés, Pau Costa, David Martí i Montse Ribé | A monster calls |
| Àlex Villagrasa                                    | 100 metros      |
| Lluís Castells                                     | L'escollit      |
| Rafa Galdó                                         | Toro            |

### Millor maquillatge i perruqueria
| Maquillador                       | Pel·lícula           |
| --------------------------------- | -------------------- |
| Marion Vissac i Antoine Mancini   | La mort de Lluís XIV |
| Marese Langan                     | A monster calls      |
| Miriam Blank i Laura Pellicciotta | La propera pell      |
| Patricia Reyes i Alba Guillén     | 100 metros           |

## Curiositats
El grup Els amics de les arts va participar en el número musical que va inaugurar la cerimònia amb una versió del seu èxit Jean-Luc amb el presentador de la gala Bruno Oro i algunes cares del cinema català com Vicky Luengo, Aina Clotet i Cristina Brondo. També hi va haver interpretacions de Gerard Quintana i Marina Rossell.
Josep Maria Pou va recollir el premi Gaudí d'Honor de mans de la presidenta de l'Acadèmia Isona Passola. Abans de rebre'l la cantant Àngels Gonyalons va interpretar la cançó Send in the clowns que, segons va dir el mateix actor en el discurs d'acceptació del premi, és l'única cançó que el fa plorar.
Juan Antonio Bayona es va convertir en el primer director a repetir Premi Gaudí a la millor direcció després d'haver-lo guanyat el 2013 per The Impossible.